# Leškovy lípy
Leškovy lípy je skupina dvou památných stromů ve Svojši nad bývalou hájovnou Vysoká Myť, vlevo pod silnicí do Horské Kvildy. Lípy velkolisté (Tilia platyphyllos Scop.) rostou v nadmořské výšce 940 m, vysoké jsou asi 25 m, s obvodem kmenů 430 a 460 cm. Strom č. 1 roste v blízkosti bývalé hájovny. Strom č. 2 roste ve větší vzdálenosti od nemovitosti, je zdravý a vitální, má 2 hlavní větve, v úžlabí ve výšce asi 2,5 m jsou trhliny, v nichž roste křehutka, v koruně bylo v roce 2002 instalováno vázání. Stromy jsou chráněny od 26. května 1992 jako krajinná dominanta, významné svým vzrůstem.

## Památné stromy v okolí
- Dub na Kozím Hřbetu
- Javor klen na Podlesí
- Jilm na Kozím Hřbetu
- Jilm pod Kozincem
- Lípa na Kozím Hřbetu
- Lípa na Podlesí
- Skupina lip na Podlesí